# Ambrotipia

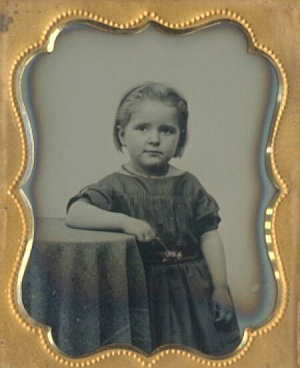
Ambrotipia del 1860

La ambrotipia è un procedimento fotografico per la realizzazione di immagini su lastre di vetro.

## Storia
Messo a punto intorno al 1849 dal gentiluomo inglese Frederick Scott Archer, il metodo venne pubblicato per la prima volta sulla rivista The Chemist nel 1852. A un processo simile stava lavorando, in quegli stessi anni, anche Gustave Le Gray in Francia, che però non rese pubblici i suoi esperimenti, lasciando tutto il credito dell'invenzione ad Archer. Sfortunatamente, questi morì in povertà nel 1854, senza che avesse avuto il tempo di brevettare la sua invenzione nel Regno Unito o assistere all'incredibile successo che essa ebbe negli anni immediatamente successivi alla sua diffusione.
Nello stesso anno della sua morte, il procedimento fu brevettato da James Ambrose Cutting di Boston e quindi importato in America, ma rimase fondamentalmente di pubblico dominio in tutto il mondo. Assunse il nome di "ambrotipo" dal nome di Ambrose e dal greco ambrotos, immortale. Nel Nuovo Continente si diffuse ben presto una variante del processo, chiamata ferrotipo, ideata da Adolphe Alexander Martin: fondamentalmente la tecnica rimaneva la stessa, ma il supporto cambiava, sostituendo il vetro con lastre metalliche laccate (normalmente si trattava di lastre di ferro, latta o alluminio, da cui il nome - ferrotype o tintype).
A differenza del dagherrotipo, la visione dell'ambrotipo avveniva senza la necessità di inclinare la lastra, comunque a causa del ridotto contrasto causato dall'assenza di bianchi puri, che venivano realizzati in gradazioni di grigio, era necessaria una adeguata fonte di luce. L'ambrotipo, essenzialmente un negativo su vetro, spianò la strada alla stampa di fotografie su carta in una qualità superiore a quella ottenuta dalla calotipia. Il procedimento piuttosto economico ne permise una rapida diffusione e un utilizzo protratto agli inizi del XX secolo.

## Realizzazione
Il legante del procedimento era il collodio, che miscelato con dei sali veniva steso su un vetro pulito. Prima dell'asciugatura della soluzione, si immergeva la lastra di vetro in una soluzione di nitrato d'argento, rendendo fotosensibile la lastra. A questo punto, la lastra era pronta per l'esposizione, che richiedeva un lasso di tempo piuttosto lungo, in grado di oscillare da pochi secondi a qualche minuto, a seconda della luce disponibile. L'esposizione doveva essere completata prima dell'asciugatura della lastra, rendendo obbligatoria la fotografia dei soggetti direttamente in studio oppure, per la fotografia paesaggistica, al trasporto del materiale e chimici per la preparazione della lastra sul posto. Dopo l'esposizione si passava allo sviluppo e al fissaggio, con cianuro di potassio o tiosolfato di sodio. Infine si eseguiva la laccatura in nero della lastra, che trasformava il negativo in ambrotipo; in alternativa si sistemava la lastra su un panno nero. La lastra veniva solitamente inserita in una cornicetta o passepartout d'ottone e montata in una custodia ad astuccio, come già avveniva per il dagherrotipo. Talvolta gli ambrotipi venivano colorati a mano con tenui colori all'anilina o pigmenti in polvere.